# レンゲンボステル
レンゲンボステル (ドイツ語: Lengenbostel) は、ドイツ連邦共和国ニーダーザクセン州のローテンブルク（ヴュンメ）郡に属す町村（以下、本項では便宜上「町」と記述する）で、ザムトゲマインデ・ジッテンゼンを構成する自治体の一つである。

## 地理

### 自治体の構成
自治体としてのレンゲンボステルには、首邑のレンゲンボステルの他、フレーツ地区が属している。

## 歴史
この町の町域からは、紀元前2000年頃の新石器時代の出土品が発掘されている。
フレーツ集落は1263年に「tho dem Fredesloh」として初めて記録されている。
フレーツの雲母坑から中新世時代のクジラの骨格化石が出土している。

### 町村合併
1974年にそれまで独立した自治体であったレンゲンボステルとフレーツが市町村再編により合併した。フレーツは1848年以降カルベに属していたが、1949年に独立したのであった。

## 行政

### 議会
レンゲンボステルの町議会は町長を含めて6議席からなる。

## 経済と社会資本

### 交通
この町は、アウトバーンA1号線に面しているが、インターチェンジへはジッテンゼンを経由する。

## 引用
1. ↑  Landesamt für Statistik Niedersachsen, LSN-Online Regionaldatenbank, Tabelle A100001G: Fortschreibung des Bevölkerungsstandes, Stand 31. Dezember 2023